# نهر تاوم
نهر تاوم هو نهر في كاليدونيا الجديدة . تبلغ مساحته 105 كيلومتر مربع. 

## أنظر أيضا
- قائمة أنهار كاليدونيا الجديدة